# Lauheit
Lauheit, eigentlich eine meist auf Wasser oder Speisen bezogene Temperaturangabe, bezeichnet in übertragener Bedeutung ein unentschlossenes Denken und Verhalten.
In theologischer Hinsicht wird mit dem Begriff der Lauheit ein Zustand der Erschlaffung und Unterbewertung des geistlichen Lebens impliziert, der nach einer moralistischen Ansicht aus der Einwilligung in die lässliche Sünde resultiert, der Auffassung der Aszetiker zufolge hingegen als Acedia (Trägheit) zu identifizieren ist. Hiervon zu unterscheiden ist das Phänomen der sog. Gebetstrockenheit.
Der klassische Bibeltext zur Lauheit ist Offb 3,14–16 , das Sendschreiben an die Gemeinde in Laodizea, der vorgeworfen wird, dass sie weder heiß noch kalt, also weder entschieden in der Christusliebe noch in der Abwendung von Christus, sondern eben lau und selbstzufrieden sei: „Weil du aber lau bist, weder heiß noch kalt, will ich dich aus meinem Mund ausspeien.“ So wurde „Laodizäer“ in der christlichen Paränese zeitweise zum Synonym für „lauer Christ“.